# Osvaldo Castro
Osvaldo Castro Pelayos (* 14. April 1947 in Copiapó), auch bekannt unter dem Spitznamen Pata Bendita, ist ein ehemaliger chilenischer Fußballspieler auf der Position des Stürmers.

## Leben

### Verein
„Pata Bendita“ Castro begann seine Profikarriere in der Saison 1964 bei Unión La Calera, mit dem er in der Spielzeit 1967 nur knapp dem Abstieg entging. Nach drei Jahren wechselte er Ende 1968 zum Club Deportes Concepción und ging drei Jahre später nach Mexiko, wo er für den Rest seiner noch 13 Jahre währenden Karriere für fünf verschiedene Vereine in der mexikanischen Primera División spielte und häufig mehr als 20 Treffer pro Saison erzielte. Seine erfolgreichste Saison war 1973/74, als er in Diensten des Club América mit 26 Treffern aus 32 Spielen Torschützenkönig der mexikanischen Liga wurde. Dieselbe Trefferzahl gelang ihm auch zwei Jahre später in Diensten des Club Jalisco, doch erzielte in dieser und auch in den folgenden Spielzeiten der überragende brasilianische Torjäger Evanivaldo Castro „Cabinho“ stets mehr Tore und wurde zwischen 1975/76 und 1981/82 siebenmal in Folge Torschützenkönig der mexikanischen Primera División.

### Nationalmannschaft
Zwischen 1966 und 1977 absolvierte „der erfolgreichste chilenische Torschütze aller Zeiten“ insgesamt 28 Länderspieleinsätze für die chilenische Fußballnationalmannschaft. Sein Länderspieldebüt feierte Pata Bendita am 30. November 1966 gegen Kolumbien und steuerte zum 5:2-Sieg auch noch zwei Treffer bei. Sein letztes von insgesamt sieben Länderspieltoren erzielte er am 20. März 1977 beim 3:0 gegen Ecuador, sein letztes Länderspiel fand eine Woche später am 26. März 1977 im Rahmen der WM-Qualifikation statt und wurde mit 0:2 gegen Peru verloren, wodurch die WM-Endrunde verpasst wurde. Bei der 1974 in Deutschland ausgetragenen Fußball-Weltmeisterschaft 1974 gehörte Castro zum chilenischen WM-Kader, kam allerdings nicht zum Einsatz.

## Erfolge
- Torschützenkönig der chilenischen Primera División: 1970
- Torschützenkönig der mexikanischen Primera División: 1973/74